# فهرست موسیقی‌دانان هیپ هاپ مقتول
این فهرستی از رپرها و موسیقی‌دانان هیپ هاپ است که از سال ۱۹۸۷ به قتل رسیده‌اند. دو مطالعه در اواسط دههٔ ۲۰۱۰ به این نتیجه رسیده که قتل دلیل ۵۱٫۵٪ درصد از مرگ موسیقی‌دانان هیپ هاپ است. هیپ هاپ نسبت به هر ژانر دیگری از موسیقی، میزان قتل بالاتری دارد که بین پنج تا ۳۲ برابر بیشتر است. برخی از دلایل ذکر شده برای نرخ بالای قتل آن‌ها عبارتند از سوابق ضعیف بسیاری از هنرمندان، فعالیت باندهای جنایتکار، مصرف مواد مخدر، و مراقبت ناکافی در بین هنرمندان و شرکت‌های موسیقی. در سال ۲۰۲۰، ایکس‌ایکس‌ال نوشت که از پروندۀ مرگ ۷۷ رپر مورد بررسی، بیش از ۴۰ مورد از جمله  قتل نوتوریوس بی.آی.جی در سال ۱۹۹۷ و قتل بیگ ال در سال ۱۹۹۹ حل‌نشده باقی مانده‌است.

## فهرست
| نام                  | تاریخ مرگ       | سن هنگام مرگ | مکان مرگ                           | علت مرگ   | منابع                |
| -------------------- | --------------- | ------------ | ---------------------------------- | --------- | -------------------- |
| اسکات لا راک         | ۲۷ اوت ۱۹۸۷     | ۲۵           | نیویورک، ایالات متحده              | تیراندازی | [ ۷ ]                |
| پال سی               | ۱۷ ژوئیه ۱۹۸۹   | ۲۴           | نیویورک، ایالات متحده              | تیراندازی | [ ۸ ]                |
| دنی «دی-بوی» رودریگز | ۶ اکتبر ۱۹۹۰    | ۲۲           | دالاس، ایالات متحده                | تیراندازی | [ ۹ ] [ ۱۰ ]         |
| کاریزما              | ۱۶ دسامبر ۱۹۹۳  | ۲۰           | میلپیتاس، ایالات متحده             | تیراندازی | [ ۱۱ ] [ ۱۲ ]        |
| استریچ               | ۳۰ نوامبر ۱۹۹۵  | ۲۷           | نیویورک، ایالات متحده              | تیراندازی | [ ۱۳ ]               |
| سیگرم                | ۳۱ ژوئیه ۱۹۹۶   | ۲۶           | اوکلند، کالیفرنیا، ایالات متحده    | تیراندازی | [ ۱۴ ] [ ۱۵ ]        |
| توپاک شکور           | ۱۳ سپتامبر ۱۹۹۶ | ۲۵           | لاس وگاس، ایالات متحده             | تیراندازی | [ ۱۶ ] [ ۱۷ ] [ ۱۸ ] |
| یاکی کدافی           | ۱۰ نوامبر ۱۹۹۶  | ۱۹           | اورنج، نیوجرسی، ایالات متحده       | تیراندازی | [ ۱۹ ]               |
| نوتوریوس بی.آی.جی    | ۹ مارس ۱۹۹۷     | ۲۴           | لس آنجلس، ایالات متحده             | تیراندازی | [ ۲۰ ] [ ۲۱ ] [ ۲۲ ] |
| فت پت                | ۳ فوریه ۱۹۹۸    | ۲۷           | هیوستون، ایالات متحده              | تیراندازی | [ ۲۳ ] [ ۲۴ ]        |
| بیگ ال               | ۱۵ فوریه ۱۹۹۹   | ۲۴           | نیویورک، ایالات متحده              | تیراندازی | [ ۲۵ ] [ ۲۶ ] [ ۲۷ ] |
| فریکی ته             | ۲۸ مارس ۱۹۹۹    | ۲۷           | نیویورک، ایالات متحده              | تیراندازی | [ ۲۸ ]               |
| دی‌جی آنکل ای‌ال       | ۱۰ سپتامبر ۲۰۰۱ | ۳۲           | میامی، ایالات متحده                | تیراندازی | [ ۲۹ ] [ ۳۰ ]        |
| جم مستر جی           | ۳۰ اکتبر ۲۰۰۲   | ۳۷           | نیویورک، ایالات متحده              | تیراندازی | [ ۳۱ ]               |
| ساباتیج              | ۲۴ ژانویه ۲۰۰۳  | ۲۹           | سائو پائولو، برزیل                 | تیراندازی | [ ۳۲ ] [ ۳۳ ]        |
| Camoflauge           | ۱۹ مه ۲۰۰۳      | ۲۱           | ساوانا، جورجیا، ایالات متحده       | تیراندازی | [ ۳۴ ]               |
| Half a Mill          | ۲۴ اکتبر ۲۰۰۳   | ۳۰           | نیویورک، ایالات متحده              | تیراندازی | [ ۳۵ ]               |
| Soulja Slim          | ۲۶ نوامبر ۲۰۰۳  | ۲۶           | نیواورلئان، ایالات متحده           | تیراندازی | [ ۳۶ ] [ ۳۷ ]        |
| Mac Dre              | ۱ نوامبر ۲۰۰۴   | ۳۴           | کانزاس‌سیتی، میزوری، ایالات متحده   | تیراندازی | [ ۳۸ ]               |
| Blade Icewood        | ۱۹ آوریل ۲۰۰۵   | ۲۸           | دیترویت، ایالات متحده              | تیراندازی | [ ۳۹ ]               |
| پروف                 | ۱۱ آوریل ۲۰۰۶   | ۳۲           | دیترویت، ایالات متحده              | تیراندازی | [ ۴۰ ] [ ۴۱ ] [ ۴۲ ] |
| Big Hawk             | ۱ مه ۲۰۰۶       | ۳۶           | هیوستون، ایالات متحده              | تیراندازی | [ ۴۳ ]               |
| VL Mike              | ۲۰ آوریل ۲۰۰۸   | ۳۲           | نیواورلئان، ایالات متحده           | تیراندازی | [ ۴۴ ]               |
| Dolla                | ۱۸ مه ۲۰۰۹      | ۲۱           | لس آنجلس، ایالات متحده             | تیراندازی | [ ۴۵ ] [ ۴۶ ] [ ۴۷ ] |
| Lele                 | ۱ ژوئیه ۲۰۱۰    | ۲۳           | تروژیلو آلتو، پورتوریکو، پورتوریکو | تیراندازی | [ ۴۸ ]               |
| Magnolia Shorty      | ۲۰ دسامبر ۲۰۱۰  | ۲۸           | نیواورلئان، ایالات متحده           | تیراندازی | [ ۴۹ ]               |
| Bad News Brown       | ۱۱ فوریه ۲۰۱۱   | ۳۳           | مونترآل، کانادا                    | نامشخص    | [ ۵۰ ] [ ۵۱ ]        |
| Adán Zapata          | ۱ ژوئن ۲۰۱۲     | ۲۱           | سن نیکولاس د لوس گارزا، مکزیک      | تیراندازی | [ ۵۲ ]               |
| Lil Phat             | ۷ ژوئن ۲۰۱۲     | ۱۹           | سندی اسپرینگ، جورجیا، ایالات متحده | تیراندازی | [ ۵۳ ]               |
| Lil Snupe            | ۲۰ ژوئن ۲۰۱۳    | ۱۸           | وینفیلد، لوئیزیانا، ایالات متحده   | تیراندازی | [ ۵۴ ]               |
| MC Daleste           | ۷ ژوئیه ۲۰۱۳    | ۲۰           | پائولینیا، برزیل                   | تیراندازی | [ ۵۵ ]               |
| Pavlos Fyssas        | ۱۸ سپتامبر ۲۰۱۳ | ۳۴           | کراتسینی، یونان                    | چاقوکشی   | [ ۵۶ ]               |
| Depzman              | ۲۱ سپتامبر ۲۰۱۳ | ۱۸           | بیرمنگام، انگلستان                 | چاقوکشی   | [ ۵۷ ]               |
| Doe B                | ۲۸ دسامبر ۲۰۱۳  | ۲۲           | مانتگامری، آلاباما، ایالات متحده   | تیراندازی | [ ۵۸ ]               |
| The Jacka            | ۲ فوریه ۲۰۱۵    | ۳۷           | اوکلند، کالیفرنیا، ایالات متحده    | تیراندازی | [ ۵۹ ]               |
| Flabba               | ۹ مارس ۲۰۱۵     | ۳۷           | الکساندرا، گاتنگ، آفریقای جنوبی    | چاقوکشی   | [ ۶۰ ]               |
| Chinx Drugz          | ۱۷ مه ۲۰۱۵      | ۳۱           | نیویورک، ایالات متحده              | تیراندازی | [ ۶۱ ]               |
| Bankroll Fresh       | ۴ مارس ۲۰۱۶     | ۲۸           | آتلانتا، ایالات متحده              | تیراندازی | [ ۶۲ ]               |
| ۳-۲                  | ۱۰ نوامبر ۲۰۱۶  | ۴۴           | هیوستون، ایالات متحده              | تیراندازی | [ ۶۳ ]               |
| اکس‌اکس‌اکس تنتاسیون   | ۱۸ ژوئن ۲۰۱۸    | ۲۰           | دیرفیلد بیچ، فلوریدا، ایالات متحده | تیراندازی | [ ۶۴ ]               |
| Jimmy Wopo           | ۱۸ ژوئن ۲۰۱۸    | ۲۱           | پیتسبرگ، ایالات متحده              | تیراندازی | [ ۶۵ ] [ ۶۶ ]        |
| Smoke Dawg           | ۳۰ ژوئن ۲۰۱۸    | ۲۱           | تورنتو، کانادا                     | تیراندازی | [ ۶۷ ]               |
| Young Greatness      | ۲۹ اکتبر ۲۰۱۸   | ۳۴           | نیواورلئان، ایالات متحده           | تیراندازی | [ ۶۸ ]               |
| Feis                 | ۱ ژانویه ۲۰۱۹   | ۳۲           | روتردام، هلند                      | تیراندازی | [ ۶۹ ]               |
| Kevin Fret           | ۱۰ ژانویه ۲۰۱۹  | ۲۴           | ریو پیدراس، سن خوان، پورتو ریکو    | تیراندازی | [ ۷۰ ]               |
| نیپسی هاسل           | ۳۱ مارس ۲۰۱۹    | ۳۳           | لس آنجلس، ایالات متحده             | تیراندازی | [ ۷۱ ]               |
| پاپ اسموک            | ۱۹ فوریه ۲۰۲۰   | ۲۰           | لس آنجلس، ایالات متحده             | تیراندازی | [ ۷۲ ]               |
| Houdini              | ۲۶ مه ۲۰۲۰      | ۲۱           | تورنتو، کانادا                     | تیراندازی | [ ۷۳ ]               |
| Huey                 | ۲۵ ژوئن ۲۰۲۰    | ۳۱           | کینلوچ، میزوری، ایالات متحده       | تیراندازی | [ ۷۴ ]               |
| King Von             | ۶ نوامبر ۲۰۲۰   | ۲۶           | آتلانتا، ایالات متحده              | تیراندازی | [ ۷۵ ]               |
| MO3                  | ۱۱ نوامبر ۲۰۲۰  | ۲۸           | دالاس، ایالات متحده                | تیراندازی | [ ۷۶ ] [ ۷۷ ]        |
| Einár                | ۲۱ اکتبر ۲۰۲۱   | ۱۹           | استکهلم، سوئد                      | تیراندازی | [ ۷۸ ]               |
| یانگ دولف            | ۱۷ نوامبر ۲۰۲۱  | ۳۶           | ممفیس، تنسی، ایالات متحده          | تیراندازی | [ ۷۹ ]               |
| دراکو د رولر         | ۱۹ دسامبر ۲۰۲۱  | ۲۸           | لس آنجلس، ایالات متحده             | چاقوکشی   | [ ۸۰ ]               |
| اسنوتی ویلد          | ۲۷ فوریه ۲۰۲۲   | ۳۶           | هیوستون، ایالات متحده              | تیراندازی | [ ۸۱ ]               |
| آرچی اورسول          | ۵ آوریل ۲۰۲۲    | ۳۷           | دکیتر، جورجیا، ایالات متحده        | تیراندازی | [ ۸۲ ]               |
| سیدهو موسه والا      | ۲۹ مه ۲۰۲۲      | ۲۸           | مانسا، هند                         | تیراندازی | [ ۸۳ ]               |
| تربل                 | ۵ ژوئن ۲۰۲۲     | ۳۴           | آتلانتا، ایالات متحده              | تیراندازی | [ ۸۴ ]               |
| جی دایونگان          | ۲۷ ژوئیه ۲۰۲۲   | ۲۴           | بوگالوسا، لوئیزیانا، ایالات متحده  | تیراندازی | [ ۸۵ ]               |
| پی‌ان‌بی راک           | ۱۲ سپتامبر ۲۰۲۲ | ۳۰           | لس آنجلس، ایالات متحده             | تیراندازی | [ ۸۶ ]               |
| تیک‌آف                | ۱ نوامبر ۲۰۲۲   | ۲۸           | هیوستون، ایالات متحده              | تیراندازی | [ ۸۷ ]               |